# Barbula wollei
Barbula wollei är en bladmossart som beskrevs av Coe Finch Austin 1877. Barbula wollei ingår i släktet neonmossor, och familjen Pottiaceae. Inga underarter finns listade i Catalogue of Life.